# تارتاگال
تارتاگال (به اسپانیایی: Tartagal) شهری در کشور آرژانتین، ایالت سالتا است که در سال ۲۰۰۹ میلادی، حدود ۵۶٬۳۰۸ نفر جمعیت داشته است.